# Gerard Egan
Gerard Egan (* 17. Juni 1930 in Glasgow) ist ein schottisch-amerikanischer Psychologe, der wichtige Beiträge zur Theorie und Praxis des Counseling leistete.

## Leben
Egan lehrte an der Glasgow Caledonian University und ist emeritierter Professor für Organisationsstudien und Psychologie an der jesuitischen Loyola University Chicago. In den 1970er Jahren begründete den Counseling-Ansatz des Developmental Eclecticism (auch Systematic Eclecticism oder Integrative Eclecticism).

## Egans Counselingmodell
In seinem Hauptwerk The Skilled Helper, das auf Grundsätzen der therapeutischen Dialogführung von Carl Rogers basiert, entwickelt Egan einen rational-behavioralen Ansatz zur Krisenintervention bzw. Selbstreflexion und besseren Chancennutzung in verschiedenen Lebenssituationen. Es handelt sich um ein Dreiphasenmodell des Typs see, judge, act. In der ersten Phase (exploration) wird die kritische oder nicht zufriedenstellende Situation erhellt; dabei werden blinde Flecken als Ursachen „dysfunktionaler“ Gedanken, Emotionen und Verhaltensweisen, aber auch mögliche zielführende Perspektivwechsel erkundet (the real story vs. the right story). In der zweiten Phase (insight) versteht der Klient die Ursachen dieses Zustands und seine eigenen Emotionen und entwickelt neue Ziele (the right choices). In der dritten Phase (action) werden die Umsetzungsschritte konkret geplant und ausgeführt. in jeder Phase werden die eigenen Emotionen – sowohl die negativen als auch die positiven Impulse – genau beobachtet.
Das Modell orientiert sich in einigen Aspekten an die Ignatianischen Exerzitien, die letzten Endes ebenfalls der Entscheidungsfindung durch Selbstreflexion dienten. Es wurde von Egan auf Fragen der Organisationsentwicklung übertragen, ist auch zur Selbsthilfe geeignet und wird auch von Laienhelfern angewendet.

## Werke
- Gerard Egan, The Skilled Helper: a problem management and opportunity development approach to helping. 10. Auflage, Pacific Grove, CA: Brooks Cole, 2014 (zuerst 1975).
- Gerard Egan, Essentials of Skilled Helping: managing problems, developing opportunities. Pacific Grove, CA: Brooks Cole, 2006.